# Lalinde
Lalinde (okzitanisch: La Linda) ist eine französische Gemeinde mit 2.936 Einwohnern (Stand: 1. Januar 2022) im Département Dordogne in der Region Nouvelle-Aquitaine. Lalinde gehört zum Arrondissement Bergerac und ist der Hauptort (chef-lieu) des Kantons Lalinde.

## Geographie
Lalinde liegt etwa 20 Kilometer östlich von Bergerac am Fluss Dordogne sowie am parallel verlaufende ehemaligen Schifffahrtskanal Canal de Lalinde. Umgeben wird Lalinde von den Nachbargemeinden Pressignac-Vicq im Norden, Mauzac-et-Grand-Castang im Osten, Badefols-sur-Dordogne im Südosten, Pontours im Süden, Couze-et-Saint-Front im Südwesten sowie Baneuil im Westen.
Durch die Gemeinde führt die frühere Route nationale 703.

## Geschichte
Die Ortschaft geht nach der Peutingertafel auf die gallorömische Siedlung Diolindum zurück.
Lalinde war die erste englische Bastide, die 1267 gegründet wurde.
Im Hundertjährigen Krieg wurde der Ort verheert. 1794 wurden die Ortschaften Drayaux und Sainte-Colombe eingemeindet.
Am 21. Juni 1944 verübten die Deutschen ein Massaker zur Rache an der Resistance.

## Bevölkerungsentwicklung
| Jahr      | 1962 | 1968 | 1975 | 1982 | 1990 | 1999 | 2006 | 2018 |
| Einwohner | 3150 | 3291 | 3070 | 2949 | 3029 | 2966 | 2938 | 2781 |

## Sehenswürdigkeiten
- Grotte de la Roche
- Kirche Saint-Pierre-ès-Liens, erbaut 1899–1902 an der Stelle der früheren romanischen Kirche Saint-Pierre du Pin aus dem 12. Jahrhundert
- Kirche Sainte-Colombe aus dem 12. Jahrhundert, Monument historique seit 2002
- Kirche von Drayaux, erbaut im 19. Jahrhundert
- Reste der Befestigungsanlagen der Bastide an der Dordogne, Monument historique seit 1946
- Schloss Lalinde, seit dem 13. Jahrhundert nachgewiesen, Teil der Bastide, im 19. Jahrhundert völlig neugestaltet
- Schloss La Finou (auch Schloss Laffinoux), im 15. Jahrhundert gebaut, im 18. Jahrhundert umgebaut, Monument historique seit 1948
- Schloss La Rue in Drayaux, im 13. Jahrhundert auf einer früheren Wallburg erbaut, im 16. Jahrhundert umgebaut, seit 1948 Monument historique
- Schloss Sauvebœuf aus dem 14./16. Jahrhundert
- Schloss Les Landes in Sainte-Colombe aus dem 17. und 18. Jahrhundert
- Markthalle
- Rathaus
- Schleusenanlage am Canal de Lalinde

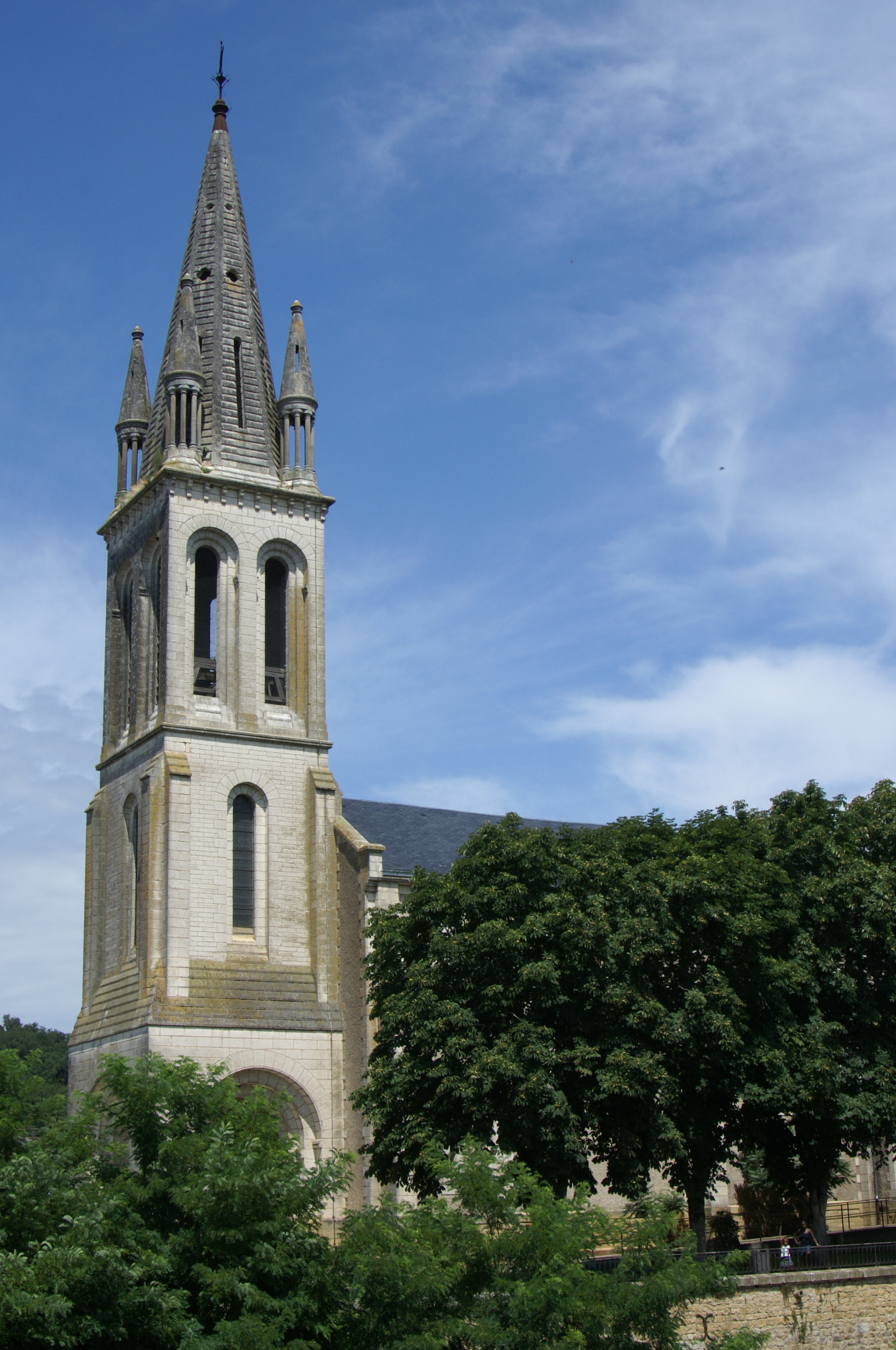
Kirche Saint-Pierre-ès-Liens.
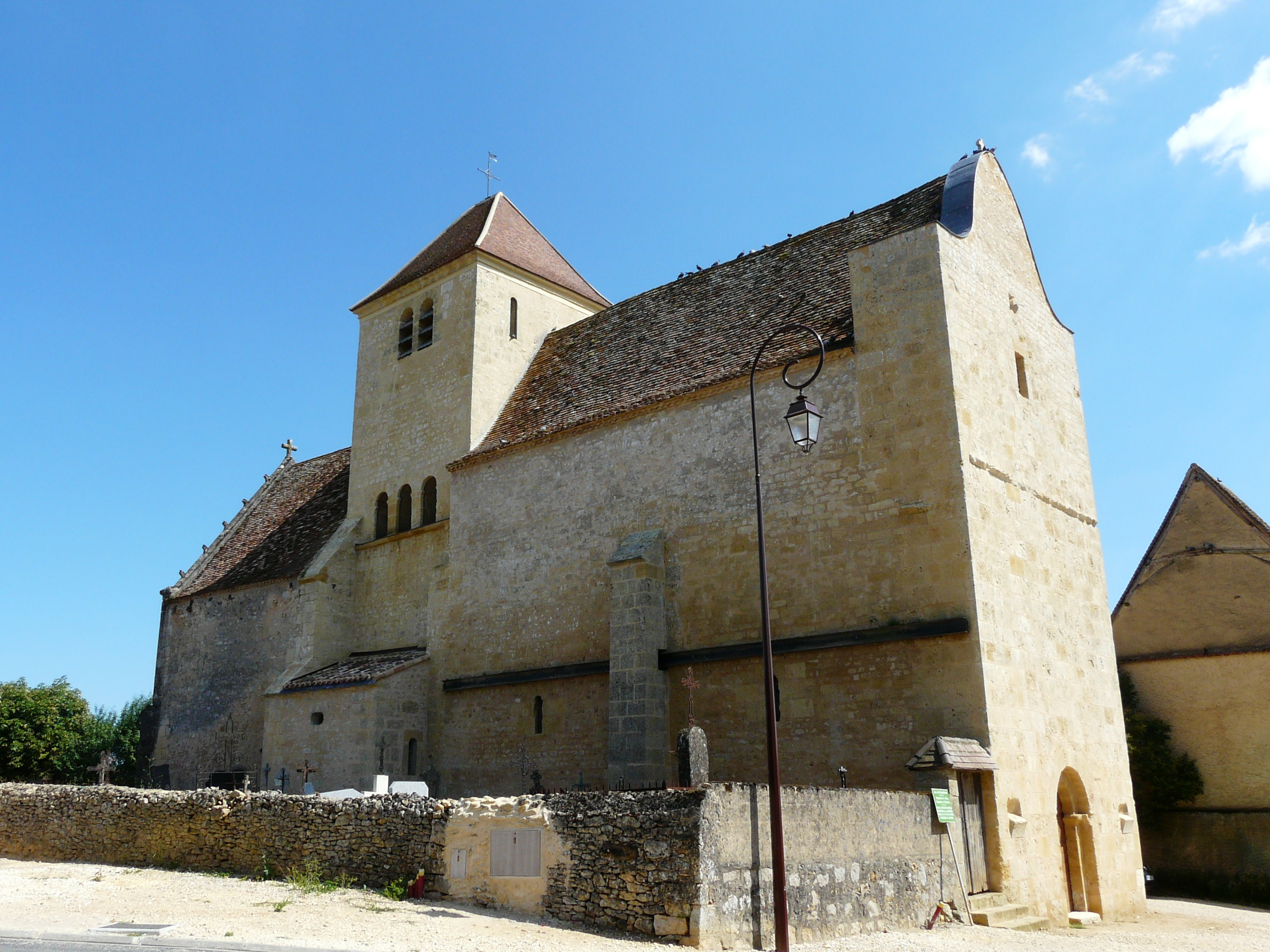
Kirche Sainte-Colombe.
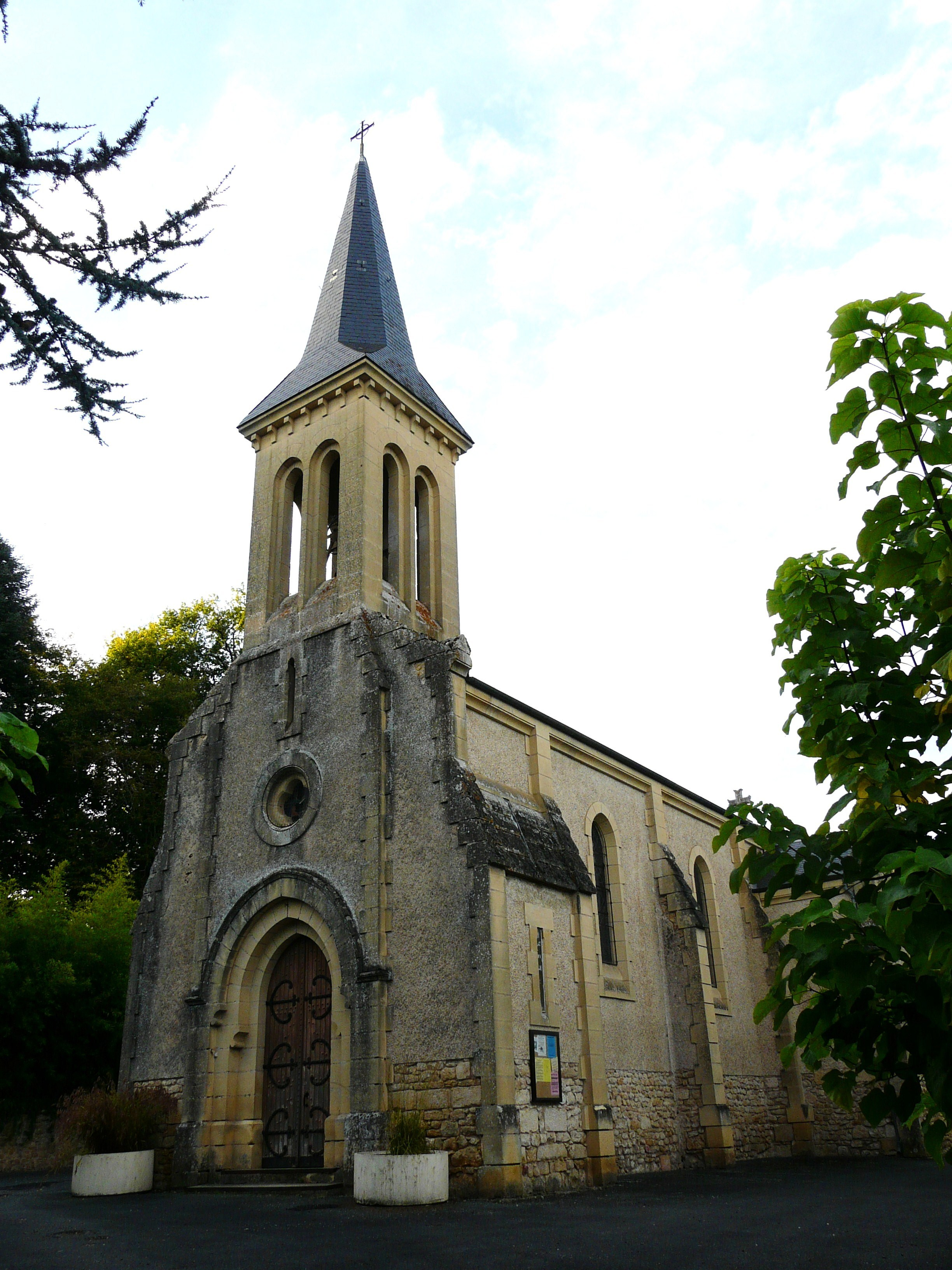
Kirche von Drayaux.

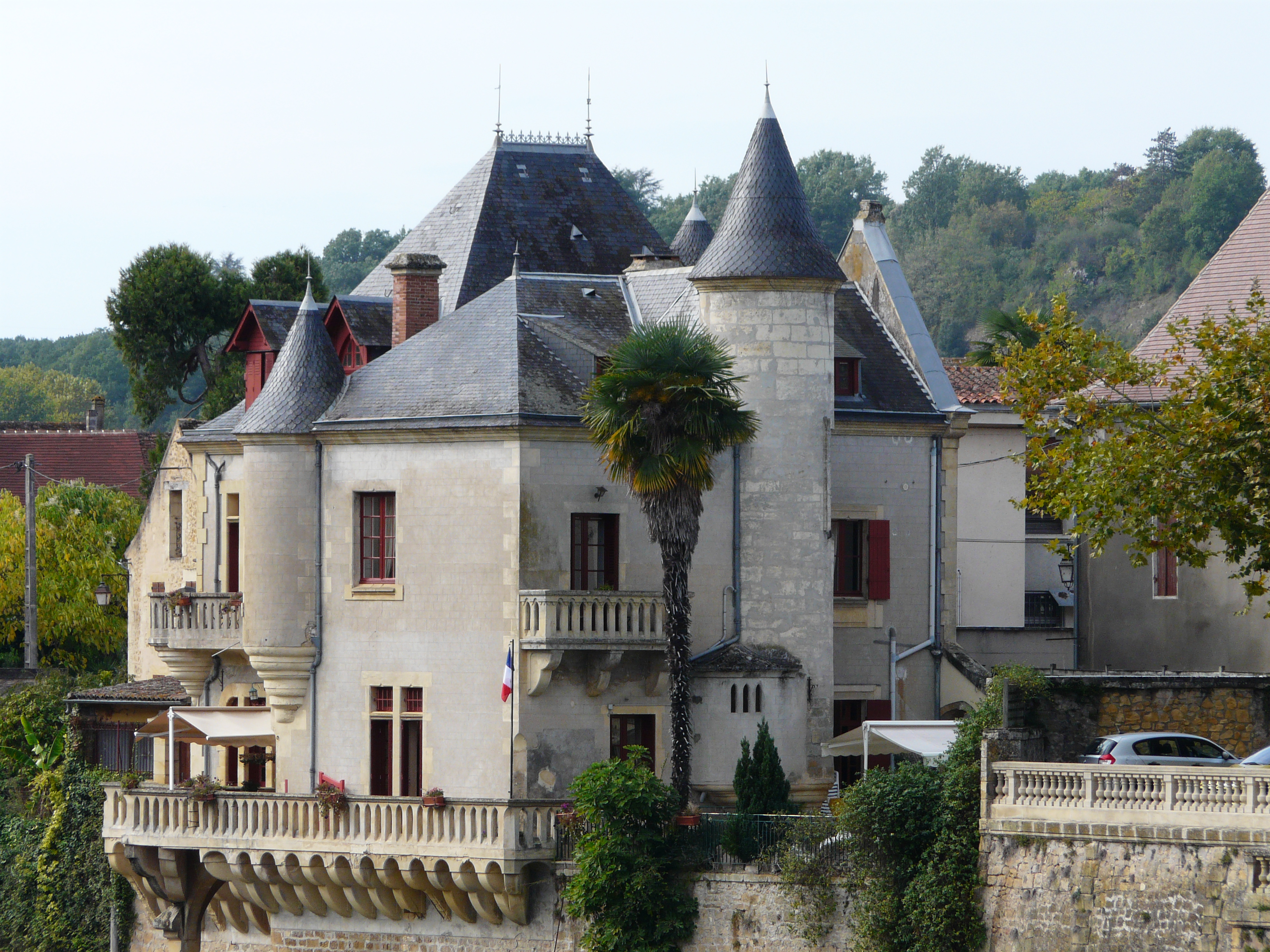
Schloss Lalinde, Teil der Bastide.
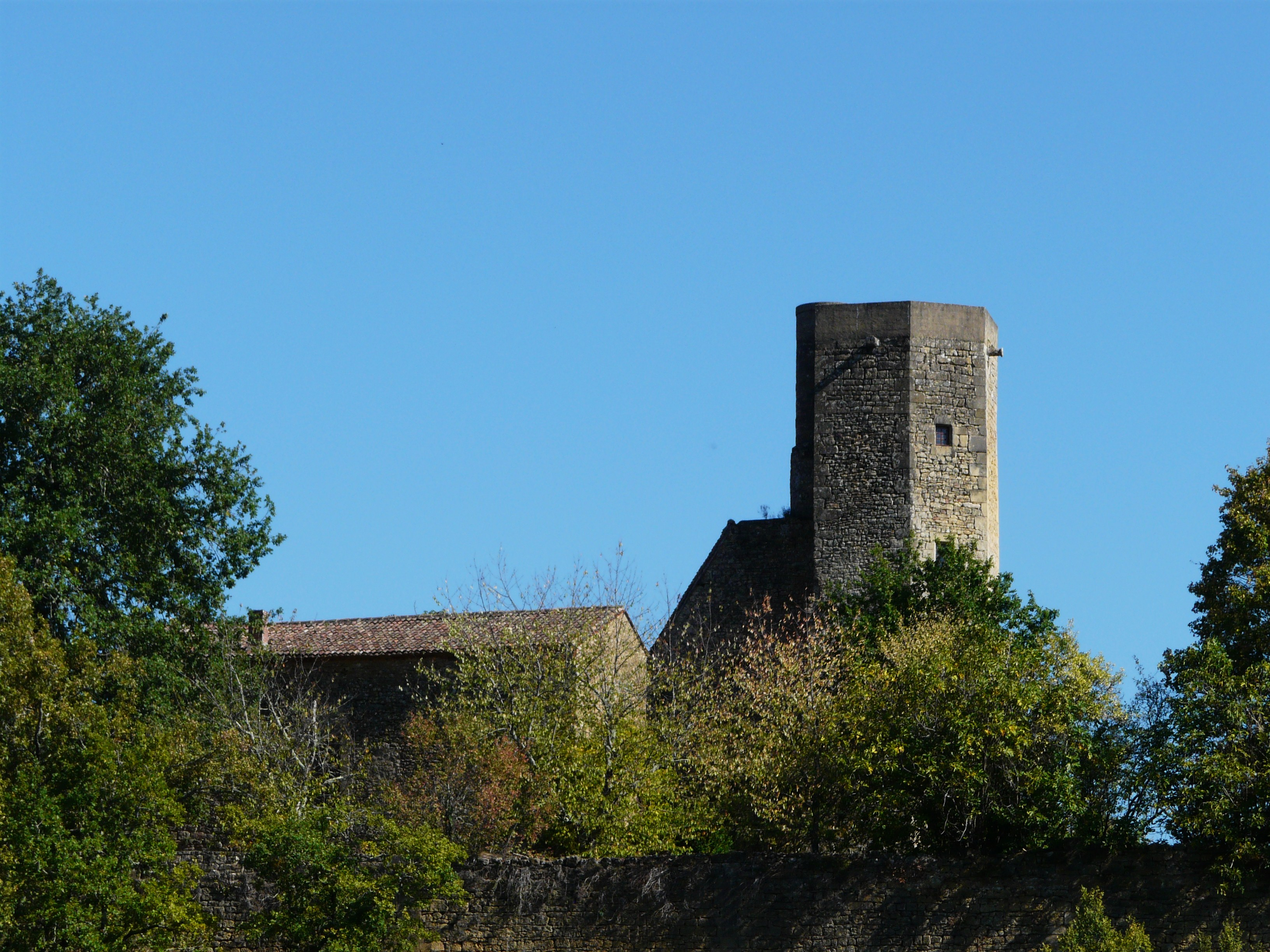
Schlossturm La Rue.
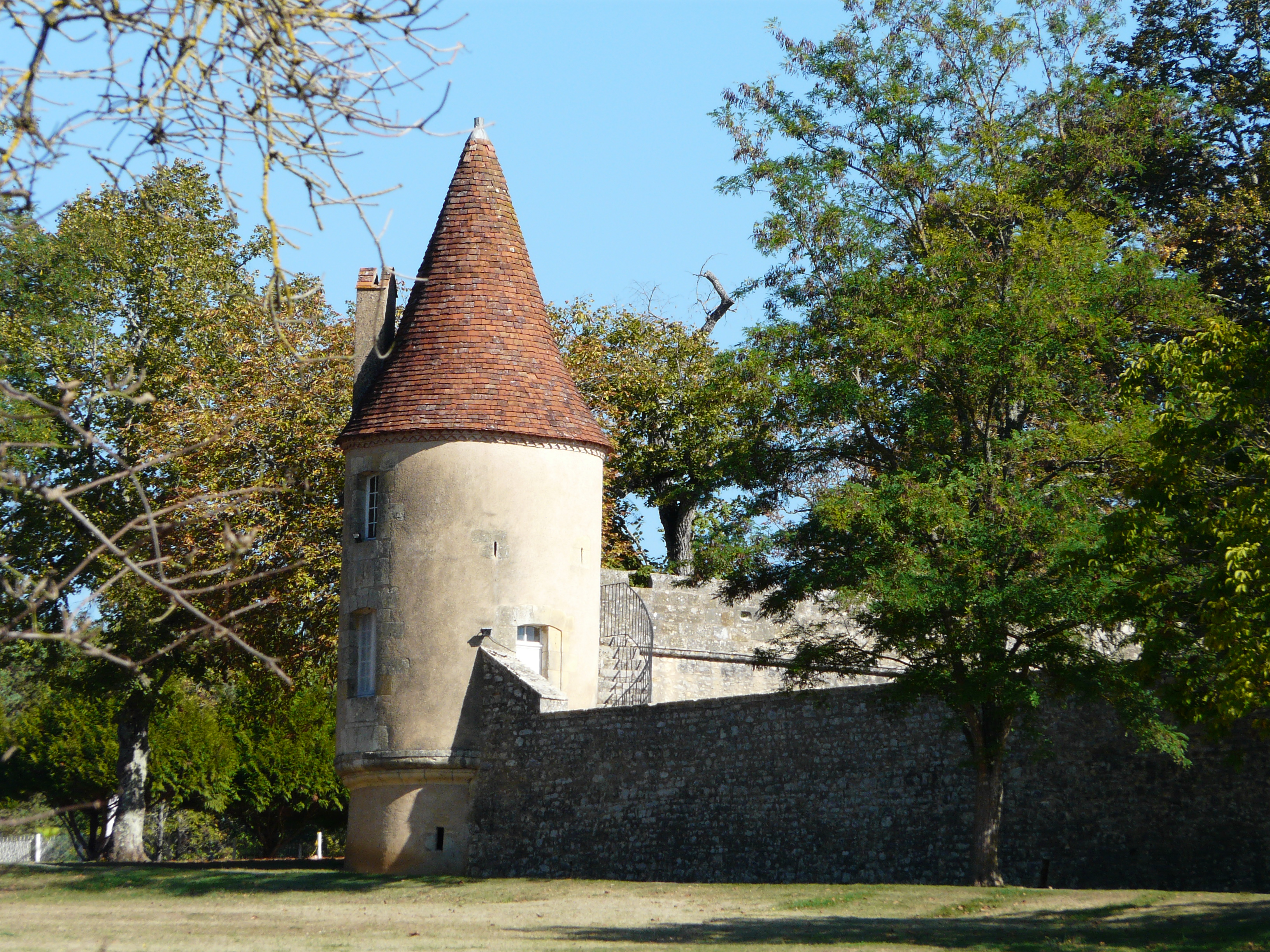
Westturm des Schlosses la Finou.
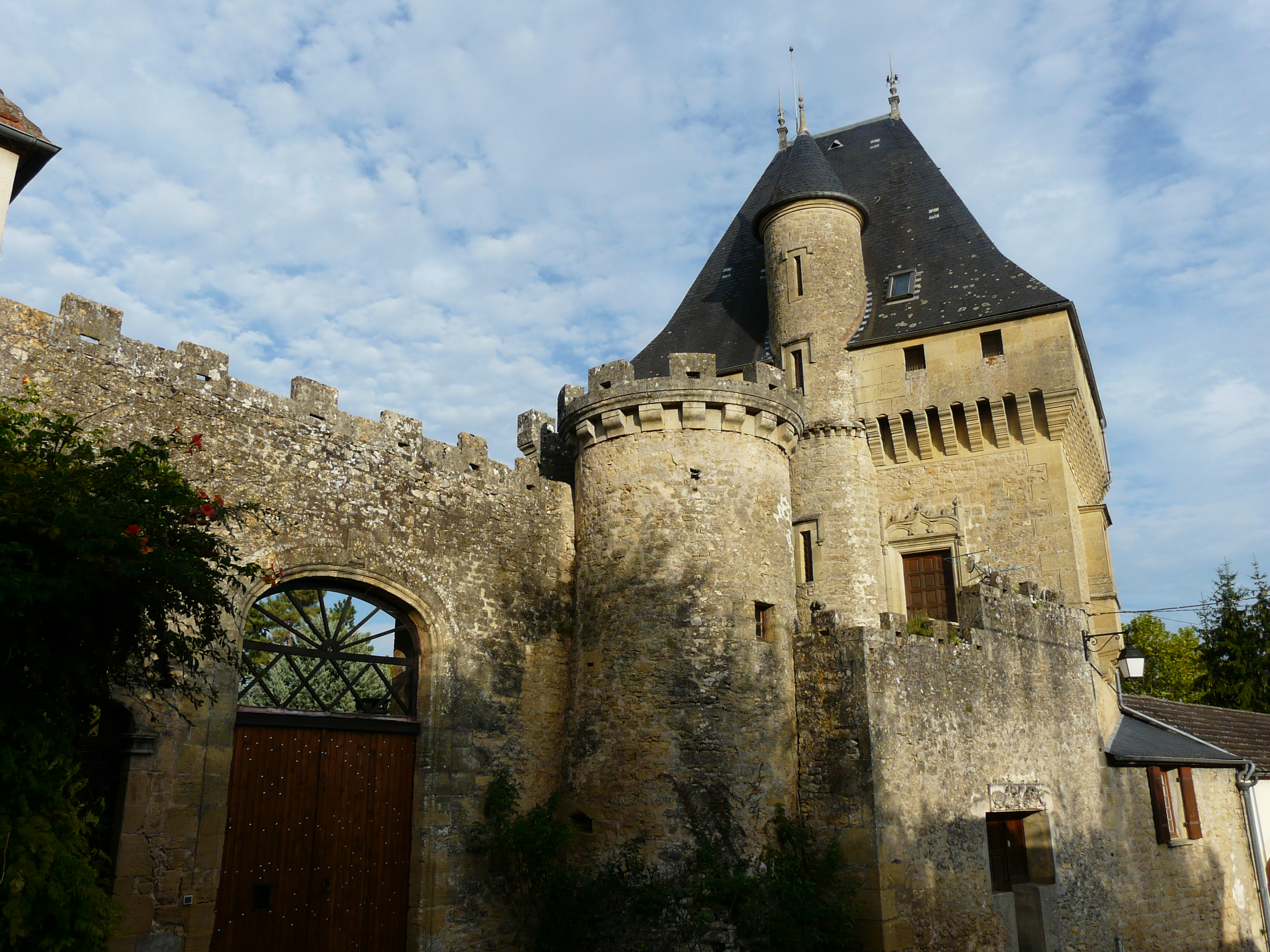
Südturm des Schlosses Sauvebœuf.
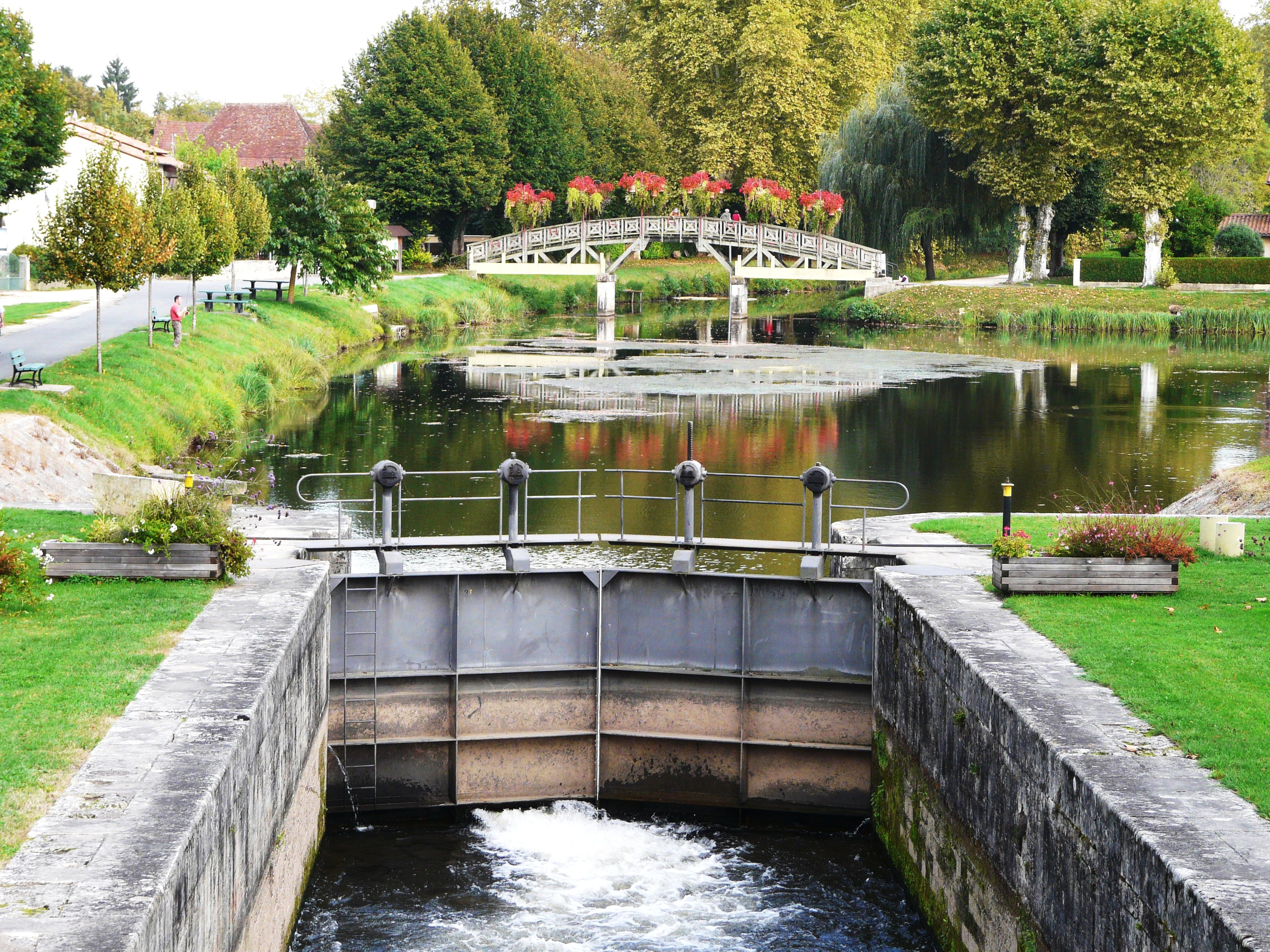
Schleusenanlage von Lalinde.

## Persönlichkeiten
- Luke de Tany (gestorben 1282), Ritter, Herr über Lalinde ab 1267
- Pierre Lafon (1773–1846), Schauspieler an der Comédie-Française
- Edgar La Selve (1849–1892), haitianischer Schriftsteller
- Jean Gautheroux (1909–1986), Fußballspieler und -trainer

## Städtepartnerschaften
- Lalín in Spanien
- St. Georgen am Walde in Österreich seit 1974
- Linden/Holstein in Deutschland seit 1974
- Linden/Lubbeek in Belgien seit 1974
- Linden/Cuijk in den Niederlanden seit 1974